# 設樂町
設樂町（日语：／ Shitara chō */?）是日本愛知縣東三河北部北設樂郡的町。
是著名历史战役长筱合战的战场，织田信长、德川家康联军打败了武田胜赖。